# 1999-es Fonogram díj átadása
Az 1999-es Arany Zsiráf-díjkiosztó

## Az év hazai rockalbuma
Ákos - Ikon (BMG)
- Edda Művek - Best Of 1988-98 (Magneoton)
- Kispál és a Borz - Holdfényexpressz (PolyGram)
- LGT - 424 (BMG)
- Musical - Képzelt riport egy amerikai Popfesztiválról (BMG)

## Az év külföldi rockalbuma
Eric Clapton - Pilgrim (Warner Music)
- Dire Straits - Sultan Of Swing: The Very Best (PolyGram)
- Lenny Kravitz - 5 (PolyGram)
- R.E.M. - Up (Warner Music)
- U2 - The Best Of 1980-1990 (PolyGram)

## Az év hazai popalbuma
Irigy Hónaljmirigy - Snassz Vegasz (PolyGram)
- Demjén Ferenc - Demjén 13 (RR)
- Demjén Ferenc - Ezzel még tartozom (RR)
- Koncz Zsuzsa - Csodálatos világ (Hungaroton)
- Shygys - Shygys (Magneoton)

## Az év külföldi popalbuma
Madonna - Ray Of Light (Warner Music)
- Aqua - Aquarium (BMG)
- Celine Dion - Let's Talk About Love (Sony)
- George Michael - Ladies and Gentlemen (Sony)
- Lighthouse Family - Postcards From Heaven (Warner Music)

## Az év hazai dance-albuma
Animal Cannibals - Kés, villa (Magneoton)
- DJ Sterbinszky - Hits From Club E-Play (Polygram)
- Kozmix - Kozmix a házban (BMG)
- V-Tech - Vétkezz velem (EMI-Quint)
- Zoltán Erika - Best Of ... (Magneoton)

## Az év külföldi dance-albuma
Scooter - No Time To Chill (Record Express)
- Dario G. - Sunmachine (Warner Music)
- Faithless - Sunday 8 pm (EMI-Quint)
- Nana - Father (Nana-album) (Warner Music)
- No Mercy - More (BMG)

## Az év hazai "új irányzat" albuma
Fekete vonat - Fekete vonat (EMI-Quint)
- Ganxsta Zolee és a Kartel - Argentin tangó (Sony)
- Ganxsta Zolee és a Kartel - Jégre teszlek (Sony)
- OJ Sámson - Best of... Plastic Jungle (Sony)
- Viktor és a Cotton Club Singers - Casino (BMG)

## Az év külföldi "új irányzat" albuma
Beastie Boys - Hello Nasty (EMI-Quint) és a Deep Forest - III. - Comparsa (Sony)
- Massive Attack - Mezzanine (EMI-Quint)
- Morcheeba - Big Calm (EMI-Quint)
- Will Smith - Big Willie Style (Sony)

## Az év hazai felfedezettje
Fekete vonat - Fekete vonat (EMI-Quint)
- Back II Black - Szerelembomba (Sony)
- Shygys - Shygys (Magneoton)
- Roy & Ádám - Tartsd életben (BMG)
- V-Tech - Vétkezz velem (EMI-Quint)

## Az év filmzenealbuma
Kalózok (BMC) és a Titatic (Sony)
- A miniszter félrelép (BMG)
- Armageddon (Sony)
- Godzilla (Sony)

## Az év válogatásalbuma
Bravissimo 5 (EMI-Quint) és a Juventus Hits '98 (Sony)
- Best Of Disco
- Danubius Vígállomás (Magneoton)
- Total Dance (Record Express)

## Az év prózai albuma
Hofi Géza - Kossuth díj (Hungaroton)
- Heten mint a gonoszok 2. (EMI-Quint)
- Holló Színház - Karaj (Hungaroton)
- Koltai Róbert - Csocsi (BMG)
- Nekünk már nyolc - BUÉK 1998